# Dividende numérique
Le dividende numérique est la dénomination du plan visant à libérer un ensemble de fréquences, à la suite de l'arrivée de la télévision numérique terrestre puis de l'arrêt de la télévision analogique. Les techniques de télédiffusion numériques occupent un spectre bien moins important que les techniques analogiques pour véhiculer un plus grand nombre de chaînes et services.
Selon les pays, le dividende numérique peut concerner les bandes VHF (174 à 230 MHz) et UHF (470 à 862 MHz). 
Avec l'émergence des besoins en téléphonie mobile, certaines portions du spectre hertzien antérieurement dévolues à la télédiffusion sont progressivement allouées aux télécommunications, notamment le LTE et la 5G. 
Après le passage à la télévision numérique, des changements des techniques de codage et de diffusion peuvent donner lieu à d'autres dividendes comme notamment :
- Remplacer le format vidéo MPEG2 au format MPEG4-AVC/H.264 ou H.265/HEVC permet de réduire encore le débit binaire nécessaire pour transmettre efficacement une chaîne de télévision ;
- Remplacer la norme de modulation DVB-T à la norme DVB-T2, économise à nouveau une certaine largeur de bande nécessaire (à débit binaire donné) ou permettre les retransmissions en Ultra Haute Définition.

## Utilisation du dividende
Pour exploiter les ressources spectrales rendues disponibles, chaque état peut décider de l'affectation de cette ressource tout en respectant les règlementations internationales.
Les usages définis pour l'utilisation du dividende se divisent en deux catégories :
- les réseaux de radiodiffusion, comme ceux de la télévision (TNT) ou de la radio numérique (DAB+)
- les réseaux de télécommunication mobile (3G, 4G) et 5G, notamment.

Une offre plus étendue sont généralement proposée grâce au dividende numérique :
- de nouvelles chaînes de TV en définition en standard (SDTV)
- de nouvelles chaînes de TV en haute définition (HDTV)
- des services radiophoniques numériques (RNT et DAB+)
- des services de média à la demande (SMAD)
- des bouquets de chaînes de TV reçu en mobilité sur des terminaux personnels (TMP)
- des services de programmes électroniques (EPG) et interactifs (HbbTV)

Certains services complémentaires de télécommunication mobile :
- Internet haut débit mobile sur réseaux 3G (HSxPA)
- Internet très haut débit mobile sur réseaux 4G (LTE, Advanced LTE) et 5G

### Fréquences en or
Les fréquences basses, celles dans la bande UHF bénéficient de caractéristiques physiques de propagation radioélectrique plus robustes (moins d'atténuation) que celles des fréquences plus hautes. Cet avantage non négligeable en termes de coûts de construction des réseaux ne nécessite qu'un nombre plus réduit d'émetteurs ou de stations de transmission. Elles sont parfois qualifiées de "fréquences en or". Les groupes de pression des deux secteurs, celui des télécoms et celui de l'audiovisuel, s'affrontent parfois pour que ces fréquences soient affectées par les pouvoirs publics, à l'un ou l'autre des deux usages.

## Au niveau international
Au niveau mondial, le dividende numérique est abordé lors des conférences mondiales des radiocommunications (CMR ou WRC en anglais) qui se sont tenues à Genève à l'automne 2007, 2012 et 2015. La CMR 2007 a identifié une sous-bande susceptibles d'être dédiée aux services « mobiles », entre 790 et 862 MHz. La France a soutenu une ouverture des bandes UHF et VHF à l'ensemble des services, radiodiffusion et communications électroniques.
Ceci confirme les travaux de nombreux pays, tels que les États-Unis, l'Allemagne, la France ou le Royaume-Uni qui ont déjà attribué une partie des fréquences du dividende numérique aux enchères pour des services de communications électroniques et pour les réseaux de téléphonie mobile.
En février 2012, la CMR s'est réunie et les 165 pays présents à Genève ont confirmé qu'une grande partie des fréquences allouées à la télévision serait mutée vers des usages de télécommunication. Chaque pays reste néanmoins libre de le faire ou pas. Les pays d'Afrique ou du Moyen-Orient souhaitent procéder à cette mutation très rapidement.
La réunion suivante du CMR s'est tenue en novembre 2015 ; elle a, entre autres, attribué au niveau mondial la bande de fréquence des 700 MHz pour les réseaux mobiles. Cette bande de fréquence (694–790 MHz) constitue en Europe le second dividende numérique. 

### En Europe
La Commission européenne a clairement donné une orientation visant à dégager des fréquences harmonisées sur l'ensemble de l'Europe, afin de favoriser l'émergence d'opérateurs de service pan-européen. L'harmonisation européenne du dividende numérique doit permettre la disponibilité et l'interopérabilité des futurs services mis en place sur ces fréquences. 
En avril 2011, la commission de l'industrie du Parlement européen a voté un texte portant sur une couverture intégrale au haut débit dédiée à l'Internet mobile d'ici le 1er janvier 2013. Pour obtenir cette couverture, les États membres ont libéré la bande 790–862 MHz historiquement utilisée pour la télévision en UHF. Toutefois, pour des raisons techniques, un état pouvait demander un report par dérogation jusqu'à la fin 2015.
Les travaux s'opèrent au sein des différentes instances européennes dans le but d'harmoniser les choix communautaires, à la fois sur les plans techniques et politiques :
- le Radio Spectrum Policy Group (RSPG) ;
- le Radio Spectrum Committee (RSC) ;
- la Conférence européenne des administrations des postes et télécommunications (CEPT).

## En France
La loi a confié au Premier ministre le soin de décider de l'affectation des fréquences libérées et donc des nouveaux services proposés. La Commission du dividende numérique et le Comité stratégique pour le numérique sont respectivement chargés d’éclairer et de préparer ces décisions.
On distingue début 2016 deux dividendes : premièrement celui lié à l'arrêt de la télévision analogique (2011), et deuxièmement celui lié au passage des émissions numériques à la compression MPEG4-AVC au lieu de MPEG2 (2016).

### Premier dividende
Les fréquences utilisées par la télévision analogique dans les années 2000 étaient les suivantes :
- en VHF, la bande III (174 à 223 MHz) était dédiée à la chaîne à péage Canal+ ;
- les autres chaînes étaient diffusées en UHF, entre 470 et 862 MHz.

L'extinction de la diffusion de la télévision analogique s'est faite progressivement (par zones géographiques) et s'est achevée le 30 novembre 2011. À l'issue de l'opération, les fréquences se sont trouvées ainsi réparties :
- La bande III (174 à 223 MHz) est désormais réservée à la radio numérique terrestre[4].
- La bande de fréquences de 790 à 862 MHz a été attribuée à la téléphonie mobile de quatrième génération (4G) en 2011[5],[6]. Orange et Bouygues Telecom ont obtenu chacun un bloc de 10 MHz duplex ; SFR deux blocs de 5 MHz duplex. Free Mobile n'a pas obtenu de bloc.  En 2011, de premières expérimentations de téléphonie 4G sur cette bande de fréquence ont montré que la téléphonie pouvait brouiller la réception des chaînes de télévision dans certaines conditions[7]. Ceci pourrait conduire à un coût de deux millions d'euros par an pendant cinq ans pour les opérateurs[8].
- La bande de fréquences de 470 à 790 MHz (UHF) est restée allouée à télévision. Une planification plus efficace des fréquences a permis de créer en 2012 deux multiplex TNT supplémentaires. Six nouvelles chaînes de télévision en HD (haute définition) se sont vu attribuer une licence par le CSA. Cela a porté à huit le nombre de multiplex de télévision numérique en France métropolitaine.

### Second dividende
Depuis l'introduction de la télévision HD en France, certaines chaînes sont diffusées à la fois en définition de base avec un codage MPEG2 et en HD avec un codage MPEG4-AVC. Il est donc envisagé au début des années 2010 de basculer toutes les chaînes au codage MPEG4-AVC, ce qui permet d'éliminer cette redondance et de faire bénéficier les autres chaînes d'un codeur plus efficace (en termes de débit nécessaire pour une définition donnée). L'objectif est de réduire le nombre de multiplex pour libérer des fréquences.
Fin 2014, cette transition est décidée par le gouvernement français pour 2016 : toutes les chaînes seront diffusées en HD avec le codeur MPEG4-AVC. Le standard de diffusion reste le DVB-T.
Cette opération permet de réduire de huit à six le nombre de multiplex de TNT. En conséquence, la bande des 700 MHz est transférée aux télécommunications mobiles. Des enchères organisées en novembre 2015 ont permis aux opérateurs de téléphonie d'obtenir les blocs suivants : 5 MHz duplex chacun pour SFR et Bouygues Télécom, 10 MHz duplex chacun pour Orange et Free. Les réseaux de sécurité du ministère de l'intérieur (dits PPDR pour Public Protection and Disaster Relief, en français protection du public et secours aux victimes) obtiennent au total 16 Mhz. L'ARCEP réserve en outre 15 Mhz aux services dits SDL (supplemental downlink, compléments de capacité en voie descendante) qui pourraient permettre d'augmenter la capacité de téléchargement des mobiles à l'avenir.
Le basculement de la télévision au codage MPEG4-AVC a eu lieu le 5 avril 2016.
Une réorganisation des fréquences TNT s'est effectuée ensuite par régions. Le transfert effectif de la bande des 700 MHz à la téléphonie a eu lieu selon les régions entre le 6 avril 2016 et le 1er juillet 2019,. La bande UHF de 470 MHz à 694 MHz reste allouée à la télévision.

### Télécoms versus télévision
En France, les licences de service de radiodiffusion sont octroyées gratuitement par le CSA, mais donnent lieu à des obligations consignées dans un cahier des charges. Les licences de services de radio-communication mobile sont payantes et octroyées par l'ARCEP lors d'un appel d'offres organisé par l'État donnant lieu à des enchères.
On voit bien la tentation d'allouer une part significative du dividende aux télécoms, dans le but de récupérer le produit financier des enchères qui viendront créditer le budget de l'état. Fin 2011, les deux appels d'offres du gouvernement français pour les licences 4G ont rapporté environ 3,6 milliards d'euros. Le premier appel d'offres compte pour 936 129 513 €. Le second, qui attribuait des licences pour des "fréquences en or", compte pour 2 639 087 005 €. L'attribution de la bande des 700 MHz en 2015 a rapporté 2,8 milliards d'euros.